# Сан-Микеле (плато)
Сан-Микеле (итал. San Michele, словен. Debela griža) — плато в итальянской области Фриули-Венеция-Джулия.

## Описание
Рельеф Карсо (276 м), простирающийся на левом берегу реки Соча.
Являясь основой австрийской оборонительной системы во время Первой мировой войны, в 1915 году он подвергся атаке итальянских войск, которые захватили его в 1916 году.